# Kladenská tabule
Kladenská tabule je severozápadní částí Pražské plošiny. Je to členitá pahorkatina ve středních Čechách. Nejvyšší bod Na rovinách (Slánská tabule) 435 m n. m.